# Calder (West Yorkshire)
Calder – rzeka w Anglii, w hrabstwie ceremonialnym West Yorkshire. Długość rzeki wynosi 87 km.